# Obraz Matki Bożej Pocieszenia (Orchówek)
Obraz Matki Bożej Pocieszenia — wizerunek Matki Bożej Pocieszenia w Orchówku w kościele św. Jana Jałmużnika.

## Historia obrazu
Obraz powstał na przełomie XVI i XVII wieku, nieznanego autora. Do Orchówka został sprowadzony w 1610 przez rodzinę Mikołaj Iwickiego. W tym samym roku przybyli augustianie, zbudowali klasztor i przebywali do czasu likwidacji parafii i klasztoru po powstaniu styczniowym.
Najstarsza zachowana informacja o obrazie pochodzi z 1661, kiedy o. Jakub Carthei podał, że „obraz jest tu nabożnie czczony w czasie uroczystości i świąt”. Po likwidacji parafii i klasztoru augustianów jako represji po powstaniu styczniowym, obraz został przewieziony do Lublina a następnie do Włodawy. Jeden z unitów, Maksym Kossyk wraz z kilkoma wiernymi podjęli starania o powrót obrazu do świątyni w Orchówku. Udał się nawet do Rzymu, i na audiencji u papieża Piusa X przedstawił tragedię katolików na Podlasiu. Zwrócił się również do księcia Konstantego. Po pewnym czasie nastąpiło złagodzenie represji. Obraz Matki Bożej Orchowskiej wrócił na swoje miejsce dopiero 13 czerwca 1931 w uroczystym pochodzie.

## Opis obrazu
Jest to kopia obrazu Matki Bożej Częstochowskiej wykazująca podobieństwo do obrazu Matki Bożej Kodeńskiej. Obraz namalowany jest na płótnie i przyklejony do sosnowej deski o wymiarach 78x92 cm. Maryja trzyma Dzieciątko na lewej ręce i prawą ręką podtrzymuje. Okryta jest granatowym maforionem, który ozdobiony jest trzema gwiazdami na prawym ramieniu. Ubrana jest w różową suknię ozdobioną pod szyją i u dołu rękawów. Dziecię Jezus ubrane jest we wzorzystą długą sukienkę, w lewej ręce trzyma zamkniętą księgę, prawą ma uniesioną w geście błogosławieństwa. Głowy obu postaci otacza złocista aureola. Obraz chroniony jest metalową zasłoną z postacią Jana Jałmużnika. 

## Koronacja Obrazu
Przygotowania do koronacji Obrazu rozpoczęto na początku lat 80 XX wieku. 23 marca 1987 Stolica Apostolska wydała bullę zezwalającą na tę uroczystość. Ceremonia koronacji odbyła się 2 września 1990, przewodniczył jej nuncjusz apostolski abp Józef Kowalczyk, przy udziale bp Jana Mazura, generała zakonu kapucynów Flavio Roberto Carraro i licznych wiernych.

## Kult Obrazu
Z zachowanej informacji wiadomo, że w 1661 obraz był już czczony. W XVII wieku zostało założone Bractwo Matki Bożej Pocieszenia, celem którego było szerzenie kultu. Akta wizytacji w XVIII wieku (w latach 1714, 1717, 1729, 1740, 1770) zawierają informacje mówiące o trwającym kulcie obrazu. W 1729 bp Jan Feliks Szaniawski stwierdził, że: „obraz w opinii ogółu uważany jest za cudowny”. Pod koniec XVII wieku obraz ozdobiony został srebrną sukienką. Wota jak i księga łask zaginęły w czasach rozbiorów Polski. Powrót obrazu do świątyni w Orchówku odnowił i dodał energii osłabionemu kultowi Matki Bożej Pocieszenia. W sierpniu 2010 odbyły się uroczystości dziękczynne w dwudziestą rocznicę koronacji Obrazu. Przewodniczył im biskup siedlecki Zbigniew Kiernikowski oraz liczni kapłani diecezjalni, zakonni, parafianie i goście.